# Puerto de Parengarenga
El puerto de Parengarenga es un puerto natural cercano al punto más septentrional de la isla Norte de Nueva Zelanda. Situado en el extremo norte de la península de Aupouri, se extiende hacia el interior a lo largo de más de 10 kilómetros, separando casi el extremo norte de la isla del resto de la península. La desembocadura del puerto se encuentra en el extremo norte de la bahía de Great Exhibition. El punto más septentrional de la isla, en los acantilados de Surville, está a sólo unos 10 kilómetros al norte del puerto. Te Hāpua es un asentamiento en el lado occidental del puerto.

## Historia
El puerto fue un lugar importante para el comercio de la extracción de goma kauri a finales del siglo XIX y principios del XX, ya que alrededor del puerto se podían encontrar algunas de las gomas kauri de mayor calidad. La Parenga Gumfield Company se creó para cosechar este recurso.
La arena blanca de Kokota Sandspit, en el extremo sur del puerto de Parengarenga, ha sido una fuente de arena de sílice de gran pureza para la fabricación de vidrio. Aunque en otros lugares de Northland hay yacimientos más pequeños o de menor pureza, la zona de Parengarenga alberga el mayor recurso de arena de sílice de la región, con diferencia.
Samuel Yates y su esposa, Ngāwini Yates, fueron destacados terratenientes de la zona a finales del siglo XIX y tenían una finca en el lado sur del puerto, en Paua.

## Ecología
El agua es el hábitat de las tortugas marinas verdes, y los delfines, las orcas y los calderones visitan las zonas adyacentes. 

## Galería

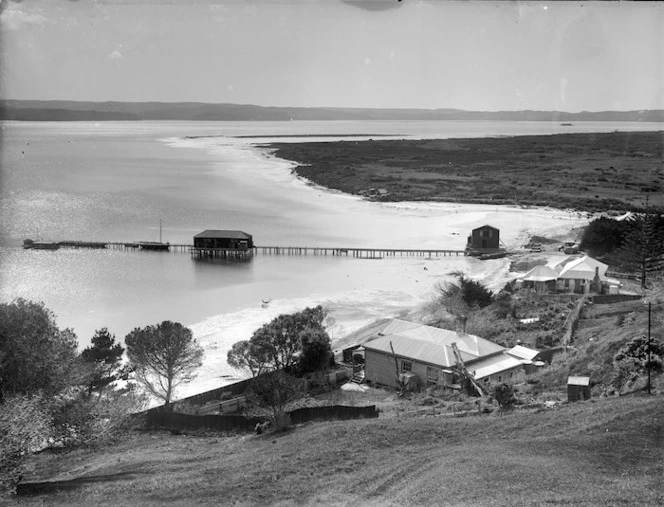
La propiedad de Yates en el puerto de Parengarenga, 1910
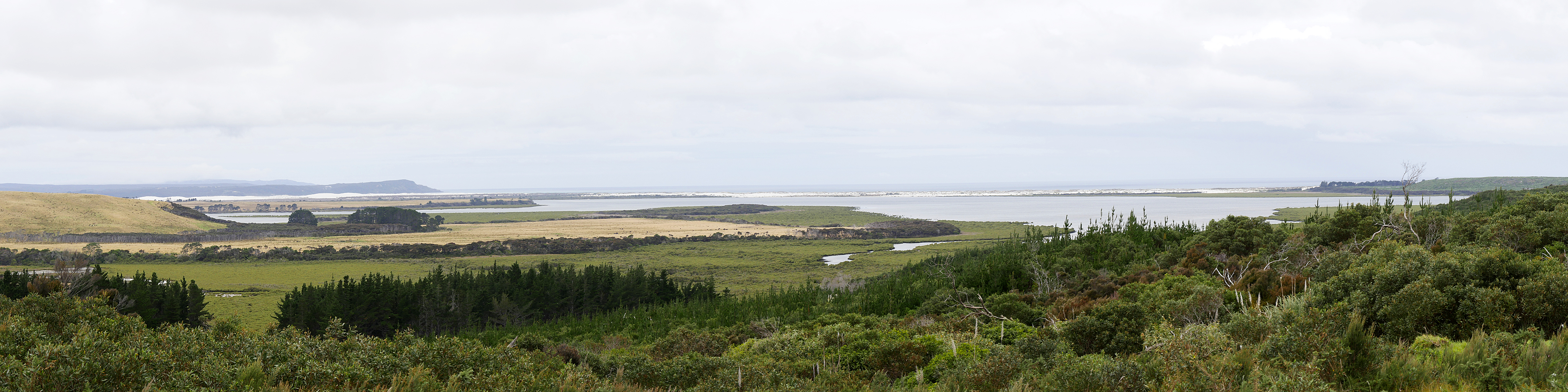
Panorama del puerto de Parengarenga
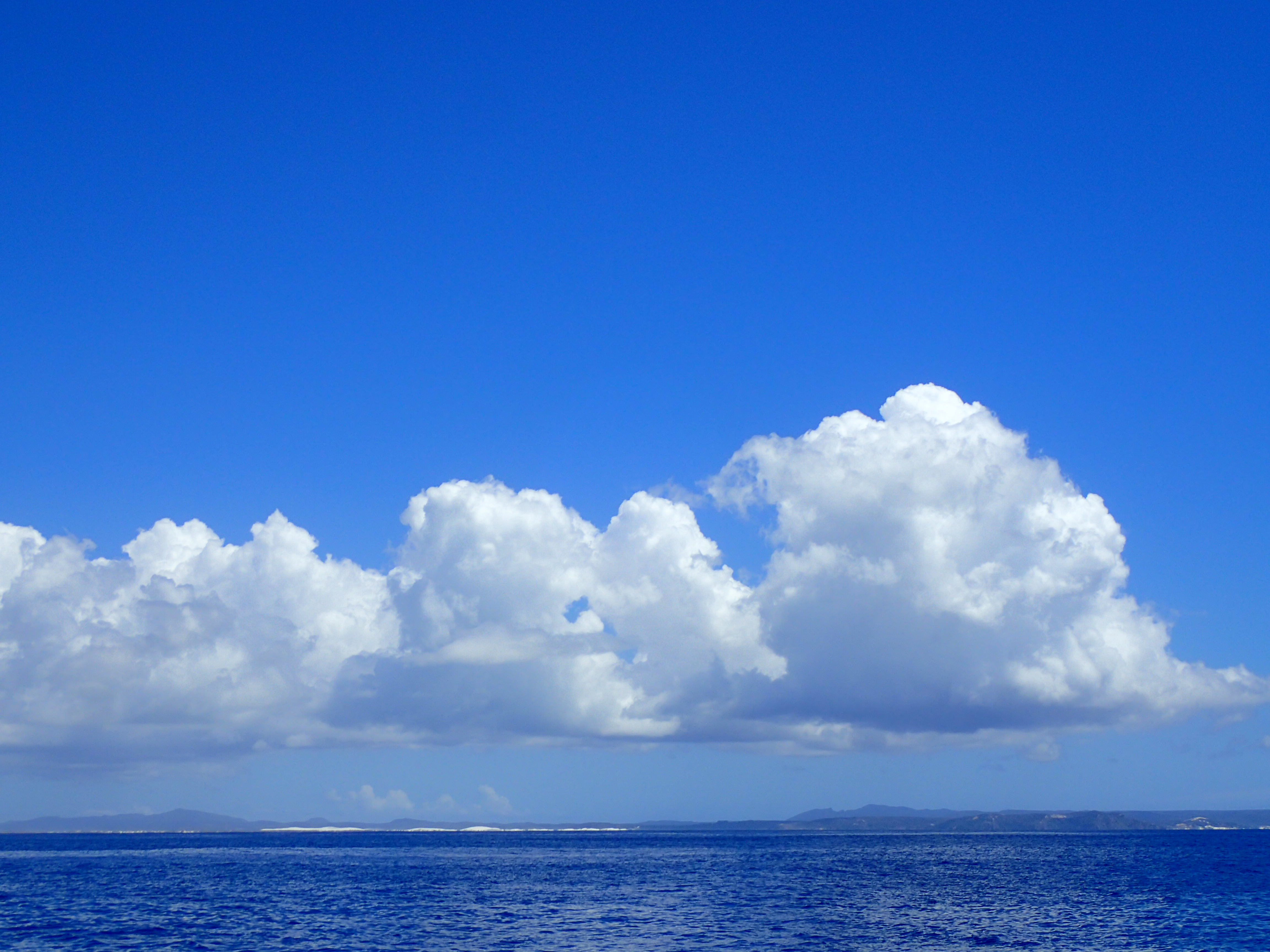
Parengarenga desde Great Exhibition Bay